# Башня Бисмарка (Горино)
Башня Бисмарка (нем. Bismarckturm) — одна из башен Бисмарка, расположенная в поселке Горино Неманского района, на холме высотой 68 м над уровнем моря. Другая известная башня Бисмарка расположена на окраине Черняховска — в пригороде Маёвка.
Инициатором строительства башни Бисмарка был граф Георг фон Ламсдорф. Строительство башни по проекту архитектора Шаффенхауэра (нем. Schaffenhauer) было начато в 1911 году, а 17 августа 1912 года башня была торжественно открыта. Стоимость строительства составила 17 000 марок.
Обер Айзельнская башня Бисмарка высотой 23 м находилась на холме высотой 68 м и была построена из кирпича и облицована гранитными обтёсанными валунами. С неё можно было наблюдать за местностью между холмами от Вилькишкен (Вилькишкяй, Литва) до Обер Айзельн.
Около башни находилось два погребения. Немецкого солдата, убитого в 1-ю мировую войну на наблюдательном посту на башне. В него с другой стороны реки попал меткий русский стрелок и это была единственная потеря немецких войск на территории края Тильзит-Рагнит за всё время 1-й мировой войны. И погибшего при несчастном случае на охоте в 1933 году ландрата (главы администрации) края Тильзит-Рагнит доктора Пеннера. Доктор Пеннер завещал ещё при жизни для своего погребения это прекрасное место у основания башни Бисмарка. Его супруга, смогла исполнить это пожелание с согласия органов власти. Кроме того, она приобрела маленький земельный участок вблизи башни Бисмарка, чтобы быть близко к могиле супруга и жила там в построенном доме вплоть до конца войны. Центральная улица Рагнита была названа в честь него Ландрат-Пеннер-Штрассе (ныне ул. Советская). Ландрат доктор Пеннер был очень любим народом, как социал- демократ и антифашист. В советские годы на его могиле постоянно лежали живые цветы от местных жителей. К сожалению в 1999 году могила доктора Пеннера была разорена вандалами, которые выламывали и вывозили гранитные валуны со стен башни.
В 50 метрах от башни Бисмарка находился вход в подземелье, по которому можно было попасть в бункер и по подземным ходам далее к реке или к центральной дороге.
Эта холмистая местность края Рагнит прекрасное и идиллическое место для загородных прогулок с ресторанами и садами. Туристы из Тильзита и Рагнита совершали прекрасные прогулки не только пешком, но и на пароходе, лодках байдарках, любуясь прекрасной панорамой. Очень много прибывало на автомобилях, велосипедах и конных повозках.
От реки к башне Бисмарка вела большая, окруженная туями широкая лестница из камня и брусчатая дорога, обсаженная великолепным парком с деревьями, собранными со всех континентов.
Постановлением Правительства Калининградской области от 23 марта 2007 года № 132 Башня Бисмарка получила статус объекта культурного наследия местного (муниципального) значения. На март 2013 года башня находится в аварийном состоянии, внутренняя винтовая лестница практически полностью разрушена, облицовочные камни внешних стен большей частью утрачены.
Весной 2024 года территорию вокруг руин башни очистили от растительности. Частный инвестор планирует восстановаить историческое сооружение и использовать его как смотровую площадку для туристов. 

## Галерея
- Башня Бисмарка. Горино. 2009 г.
- Вход в Башню Бисмарка. Горино. 2009 г.
- Ступеньки от Башни Бисмарка к реке Неман. Горино. 2009 г.